# Малайзия на летних Олимпийских играх 1964
Малайзия принимала участие в Летних Олимпийских играх 1964 года в Токио (Япония) в первый раз за свою историю, но не завоевала ни одной медали.

## Результаты соревнований

### Бокс
Спортсменов — 2
| Спортсмен           | Категория  | 1/32               | 1/16                                            | 1/8                  | Четвертьфиналы       | Полуфиналы           | Финал                | Место |
| Спортсмен           | Категория  | Соперник Результат | Соперник Результат                              | Соперник Результат   | Соперник Результат   | Соперник Результат   | Соперник Результат   | Место |
| ------------------- | ---------- | ------------------ | ----------------------------------------------- | -------------------- | -------------------- | -------------------- | -------------------- | ----- |
| Джумаат Ибрагим     | До 51 кг   |                    | Салли Шитту (GHA) Пор. KO 1 раунд, 2:17         | Завершил выступление | Завершил выступление | Завершил выступление | Завершил выступление | 17    |
| Рамакришнан Гопалан | До 63,5 кг |                    | Надими Гасре Дашти (IRI) Пор. RSC 1 раунд, 1:53 | Завершил выступление | Завершил выступление | Завершил выступление | Завершил выступление | 17    |

### Борьба
Спортсменов — 2
Борьба вольная
| Спортсмен    | Категория | Первый раунд                                 | Второй раунд                            | Третий раунд         | Четвертый раунд      | Пятый раунд          | Финальный раунд      | Место |
| Спортсмен    | Категория | Соперник Результат                           | Соперник Результат                      | Соперник Результат   | Соперник Результат   | Соперник Результат   | Соперник Результат   | Место |
| ------------ | --------- | -------------------------------------------- | --------------------------------------- | -------------------- | -------------------- | -------------------- | -------------------- | ----- |
| Лян Сунхинь  | До 52 кг  | Атанасиос Зафейропулос (GRE) Пор. туше, 3:42 | Али Акбар Хейдари (IRI) Пор. туше, 1:12 | Завершил выступление | Завершил выступление | Завершил выступление | Завершил выступление | 20    |
| Там Кук Чинь | До 70 кг  | Енё Вылчев (BUL) Пор. туше, 0:48             | Арто Саволайнен (FIN) Пор. туше, 2:22   | Завершил выступление | Завершил выступление | Завершил выступление | Завершил выступление | 22    |

### Велоспорт
Спортсменов — 9
 Шоссейный велоспорт
| Спортсмен                                         | Соревнование    | Время      | Место |
| ------------------------------------------------- | --------------- | ---------- | ----- |
| Стивен Лим                                        | групповая гонка | 4:39:51,83 | 72    |
| Майкл Эндрю                                       | групповая гонка | DNF        | DNF   |
| Хамид Супаат                                      | групповая гонка | DNF        | DNF   |
| Заин Сафар-уд-Дин                                 | групповая гонка | DSQ        | DSQ   |
| Чоу Чон Бун Нг Хо Пон Цой Моу Тхим Арулрадж Росли | командная гонка | 3:11:47,02 | 32    |

 Трековый велоспорт
| Спортсмен | Соревнование   | Время   | Место |
| --------- | -------------- | ------- | ----- |
| Нг Хо Пон | трековая гонка | 1:20,68 | 24    |

Преследование
| Спортсмены                                          | Соревнование                 | Квалификация | Квалификация | Четвертьфиналы        | Четвертьфиналы        | Полуфиналы            | Полуфиналы            | Финалы                | Финалы                |
| Спортсмены                                          | Соревнование                 | Время        | Место        | Соперник Время        | Место                 | Соперник Время        | Место                 | Соперник Время        | Место                 |
| --------------------------------------------------- | ---------------------------- | ------------ | ------------ | --------------------- | --------------------- | --------------------- | --------------------- | --------------------- | --------------------- |
| Чоу Чон Бун                                         | индивидуальное преследования | DSQ          | DSQ          | Завершил выступление  | Завершил выступление  | Завершил выступление  | Завершил выступление  | Завершил выступление  | Завершил выступление  |
| Нг Хо Пон Арулрадж Росли Цой Моу Тхим Камсари Салам | командное преследование      | DNF          | DNF          | Завершили выступление | Завершили выступление | Завершили выступление | Завершили выступление | Завершили выступление | Завершили выступление |

### Дзюдо
Мужчины
| Категория | Спортсмен             | Предварительный раунд           | Предварительный раунд            | Четвертьфинал        | Полуфинал            | Финал                | Место |
| Категория | Спортсмен             | 1                               | 2                                | Четвертьфинал        | Полуфинал            | Финал                | Место |
| Категория | Спортсмен             | Соперник Результат              | Соперник Результат               | Соперник Результат   | Соперник Результат   | Соперник Результат   | Место |
| --------- | --------------------- | ------------------------------- | -------------------------------- | -------------------- | -------------------- | -------------------- | ----- |
| до 80 кг  | Канапати Сартия Мурти | Группа 1                        | Группа 1                         | Завершил выступление | Завершил выступление | Завершил выступление | 9     |
| до 80 кг  | Канапати Сартия Мурти | ARGРодольфо Перес П авасэ вадза | PHIБернардо Репуян В каэси вадза | Завершил выступление | Завершил выступление | Завершил выступление | 9     |

### Лёгкая атлетика
Спортсменов — 12
Мужчины
| Дисциплина             | Спортсмены                                                             | Первый раунд | Первый раунд | Четвертьфинал | Четвертьфинал | Полуфинал            | Полуфинал            | Финал                 | Финал                 |
| Дисциплина             | Спортсмены                                                             | Результат    | Место        | Результат     | Место         | Результат            | Место                | Результат             | Место                 |
| ---------------------- | ---------------------------------------------------------------------- | ------------ | ------------ | ------------- | ------------- | -------------------- | -------------------- | --------------------- | --------------------- |
| 100 м                  | Маникавасагам Джегатесан                                               | 10,6         | 3 Q          | 10,6          | 5             | Завершил выступление | Завершил выступление | Завершил выступление  | Завершил выступление  |
| 200 м                  | Маникавасагам Джегатесан                                               | 20,9         | 2 Q          | 21,4          | 3 Q           | 21,2                 | 7                    | Завершил выступление  | Завершил выступление  |
| 800 м                  | Рамасами Субраманиам                                                   | 1:58,5       | 8            |               |               | Завершил выступление | Завершил выступление | Завершил выступление  | Завершил выступление  |
| 1500 м                 | Рамасами Субраманиам                                                   | 3:59,4       | 41           |               |               | Завершил выступление | Завершил выступление | Завершил выступление  | Завершил выступление  |
| 110 м с барьерами      | Куда Дитта                                                             | 15,1         | 6            |               |               | Завершил выступление | Завершил выступление | Завершил выступление  | Завершил выступление  |
| 400 м с барьерами      | Кару Селваратнам                                                       | 53,8         | 7            |               |               | Завершил выступление | Завершил выступление | Завершил выступление  | Завершил выступление  |
| 3000 м с препятствиями | Дильбаг Сингх Клер                                                     | 9:18,8       | 10           |               |               |                      |                      | Завершил выступление  | Завершил выступление  |
| Эстафета 4×100 м       | Мазлан Хамзах Джон Дауком Канагасабаи Куналан Маникавасагам Джегатесан | 41,4         | 6            |               |               |                      |                      | Завершили выступление | Завершили выступление |
| Эстафета 4×400 м       | Кару Селваратнам Куда Дитта Мухамед бин Абдул Рахман Виктор Асирватам  | 3:17,6       | 6            |               |               |                      |                      | Завершили выступление | Завершили выступление |
| Метание копья          | Насатар Сингх Сидху                                                    | 51,63 м      | 25           |               |               |                      |                      | Завершил выступление  | Завершил выступление  |

Женщины
| Дисциплина | Спортсменка           | Первый раунд | Первый раунд | Полуфинал             | Полуфинал             | Финал                 | Финал                 |
| Дисциплина | Спортсменка           | Результат    | Место        | Результат             | Место                 | Результат             | Место                 |
| ---------- | --------------------- | ------------ | ------------ | --------------------- | --------------------- | --------------------- | --------------------- |
| 400 м      | Маилваганам Раджамани | 57,8         | 6            | Завершила выступление | Завершила выступление | Завершила выступление | Завершила выступление |

### Плавание
Спортсменов — 7
Мужчины
| Дистанция                              | Спортсмены                                      | Предварительные заплывы | Предварительные заплывы | Полуфинал            | Полуфинал            | Финал                 | Финал                 |
| Дистанция                              | Спортсмены                                      | Результат               | Место                   | Результат            | Место                | Результат             | Место                 |
| -------------------------------------- | ----------------------------------------------- | ----------------------- | ----------------------- | -------------------- | -------------------- | --------------------- | --------------------- |
| 100 м вольным стилем                   | Тан Тхуань Хэн                                  | 58,7                    | 53                      | Завершил выступление | Завершил выступление | Завершил выступление  | Завершил выступление  |
| 400 м вольным стилем                   | Тан Тхуань Хэн                                  | 4:38,2                  | 36                      |                      |                      | Завершил выступление  | Завершил выступление  |
| 1500 м вольным стилем                  | Тан Тхуань Хэн                                  | 18:24,2                 | 23                      |                      |                      | Завершил выступление  | Завершил выступление  |
| 200 м на спине                         | Майкл Эу                                        | 2:35,8                  | 33                      | Завершил выступление | Завершил выступление | Завершил выступление  | Завершил выступление  |
| 200 м брассом                          | Чиа Тун Ким                                     | 2:46,2                  | 27                      | Завершил выступление | Завершил выступление | Завершил выступление  | Завершил выступление  |
| 200 м баттерфляем                      | Бернард Чан                                     | 2:26,6                  | 29                      | Завершил выступление | Завершил выступление | Завершил выступление  | Завершил выступление  |
| Эстафета 4×100 м комплексным плаванием | Майкл Эу Чиа Тун Ким Бернард Чан Тан Тхуань Хэн | 4:29,3                  | 14                      |                      |                      | Завершили выступление | Завершили выступление |

Женщины
| Дистанция            | Спортсменки  | Предварительные заплывы | Предварительные заплывы | Полуфинал             | Полуфинал             | Финал                 | Финал                 |
| Дистанция            | Спортсменки  | Результат               | Место                   | Результат             | Место                 | Результат             | Место                 |
| -------------------- | ------------ | ----------------------- | ----------------------- | --------------------- | --------------------- | --------------------- | --------------------- |
| 100 м вольным стилем | Джовина Ценг | 1:13,9                  | 43                      | Завершила выступление | Завершила выступление | Завершила выступление | Завершила выступление |
| 400 м вольным стилем | Джовина Ценг | 5:46,0                  | 31                      |                       |                       | Завершила выступление | Завершила выступление |
| 100 м на спине       | Джовина Ценг | 1:20,7                  | 30                      |                       |                       | Завершила выступление | Завершила выступление |
| 200 м брассом        | Марни Джолли | 3:11,0                  | 24                      |                       |                       | Завершила выступление | Завершила выступление |
| 100 м баттерфляем    | Молли Тай    | 1:23,0                  | 30                      | Завершила выступление | Завершила выступление | Завершила выступление | Завершила выступление |

### Стрельба
Спортсменов — 7
| Спортсмен     | Соревнование                          | Финал     | Финал |
| Спортсмен     | Соревнование                          | Результат | Место |
| ------------- | ------------------------------------- | --------- | ----- |
| Ло А Чи       | Скорострельный пистолет, 25 метров    | 495       | 52    |
| Кок Кум Во    | Пистолет, 50 метров                   | 498       | 49    |
| Вон Фу Ва     | Винтовка из трёх положений, 50 метров | 1019      | 52    |
| Дэн Бин Цай   | Винтовка лёжа, 50 метров              | 582       | 53    |
| Деннис Филмер | Винтовка лёжа, 50 метров              | 574       | 66    |
| Го Тай Юн     | Трап                                  | 178       | 36    |
| Яп Поу Тонг   | Трап                                  | 140       | 50    |

### Тяжёлая атлетика
Спортсменов — 6
| Спортсмен     | Категория  | Масса, кг | Жим   | Жим   | Жим   | Рывок | Рывок | Рывок | Толчок | Толчок | Толчок | Всего | Место |
| Спортсмен     | Категория  | Масса, кг | 1     | 2     | 3     | 1     | 2     | 3     | 1      | 2      | 3      | Всего | Место |
| ------------- | ---------- | --------- | ----- | ----- | ----- | ----- | ----- | ----- | ------ | ------ | ------ | ----- | ----- |
| Чжуа Фунг Ким | До 56 кг   | 55,45     | 90    | 95    | 95    | 95    | 100   | 100   | 117,5  | 122,5  | 125    | 307,5 | 17    |
| Чжун Кум Вэн  | До 60 кг   | 59,80     | 100   | 107,5 | 110   | 92,5  | 97,5  | 97,5  | 122,5  | 130    | 132,5  | 335   | 10    |
| Бо Ким Сян    | До 67,5 кг | 66,80     | 97,5  | 97,5  | 97,5  | 97,5  | 102,5 | 102,5 | 135    | 137,5  | 142,5  | 335   | 19    |
| Тан Хоу Лян   | До 75 кг   | 74,45     | 130   | 130   | 132,5 | 115   | 120   | 120   | 155    | 162,5  | 162,5  | 400   | 11    |
| Лим Сян Кок   | До 82,5 кг | 81,00     | 142,5 | 147,5 | 147,5 | 127,5 | 132,5 | 135   | 167,5  | 167,5  | 167,5  | 280   | —     |
| Леонг Чим Сон | До 90 кг   | 88,75     | 132,5 | 132,5 | 132,5 | —     | —     | —     | —      | —      | —      | —     | —     |

### Фехтование
Мужчины
| Спортсмен     | Вид    | Первый раунд | Первый раунд | Первый раунд   | Второй раунд       | Второй раунд | Второй раунд   | Третий раунд       | Третий раунд | Третий раунд   | Четвертьфинал      | Четвертьфинал | Четвертьфинал  | Полуфинал          | Полуфинал | Полуфинал      | Финальный раунд    | Финальный раунд | Финальный раунд | Место |
| Спортсмен     | Вид    | Соперник Результат | Уколы        | Место в группе | Соперник Результат | Уколы        | Место в группе | Соперник Результат | Уколы        | Место в группе | Соперник Результат | Уколы         | Место в группе | Соперник Результат | Уколы     | Место в группе | Соперник Результат | Уколы           | Место в группе  | Место |
| ------------- | ------ | --- | ------------ | -------------- | ------------------ | ------------ | -------------- | ------------------ | ------------ | -------------- | ------------------ | ------------- | -------------- | ------------------ | --------- | -------------- | ------------------ | --------------- | --------------- | ----- |
| Ронни Тесейра | Рапира | ROUШтефан Хауклер П 0:5 POLВитольд Войда П 1:5 ITAПаскуале Ла Раджоне П 0:5 EUAТим Герресхайм П 0:5 AUSБрайан Макковейдж П 1:5 COLДидье Тамайо П 2:5                      | 4:30         | 7              | Не прошёл          | Не прошёл    | Не прошёл      | Не прошёл          | Не прошёл    | Не прошёл      | Не прошёл          | Не прошёл     | Не прошёл      | Не прошёл          | Не прошёл | Не прошёл      | Не прошёл          | Не прошёл       | Не прошёл       | 55    |
| Ронни Тесейра | Шпага  | SWEХанс Лагервалль П 2:5 URSБруно Хабаров П 3:5 AUTРоланд Лозерт П 0:5 SUIКлаудио Полледри П 1:5 AUSДжон Дуглас Хамфрис П 2:5 ARGЗельмар Каско П 1:5 KORКим Ман Сик П 3:5 | 12:35        | 8              | Не прошёл          | Не прошёл    | Не прошёл      | Не прошёл          | Не прошёл    | Не прошёл      | Не прошёл          | Не прошёл     | Не прошёл      | Не прошёл          | Не прошёл | Не прошёл      | Не прошёл          | Не прошёл       | Не прошёл       | 57—64 |
| Ронни Тесейра | Сабля  | POLЕжи Павловский П 0:5 USAЮджин Хамори П 0:5 ITAЧезаре Сальвадори П 0:5 ROMОктавиан Винтилэ П 0:5 AHOЯн Адольф Баутми П 1:5 VIEНгуен Тхе Лок П 4:5                       | 5:30         | 7              | Не прошёл          | Не прошёл    | Не прошёл      | Не прошёл          | Не прошёл    | Не прошёл      | Не прошёл          | Не прошёл     | Не прошёл      | Не прошёл          | Не прошёл | Не прошёл      | Не прошёл          | Не прошёл       | Не прошёл       | 49—52 |

### Хоккей на траве
Спортсменов — 18
- 1 Хо Коу Че (вратарь)
- 2 Кандиах Анандараджа (защитник)
- 3 Маникам Шанмуганатан (защитник)
- 4 Майкл Арулрадж (полузащитник)
- 5 Дорайсами Мунусами  (полузащитник)
- 6 Лоуренс ван Хёйзен (полузащитник)
- 7 Дуглас Нонис (нападающий)
- 8 Челлиах Парамалингам (нападающий)
- 9 Тара Сингх Синдху (нападающий)
- 10 Коу Хок Сен (нападающий)
- 11 Раджаратнам Йогесваран (нападающий)
- 12 Арумугам Сабапати (нападающий)
- 14 Ранджит Сингх Гурдит (защитник)
- 15 Алагаратнам Кунаратнам (полузащитник)
- ? Картар Сингх Чандра (?)
- ? Лим Фун Чон (?)
- ? Манир Уддин Анварул (?)
- ? Синнатами Канангалингам (?)
- менеджер доктор Азиз Дурайратнам
- тренер П. Алагендра[1]

Группа B
| Место | Команда          | И | В | Н | П | ГЗ | ГП | +/- | Очки |
| ----- | ---------------- | - | - | - | - | -- | -- | --- | ---- |
| 1     | Индия            | 7 | 5 | 2 | 0 | 18 | 4  | +14 | 12   |
| 2     | Испания          | 7 | 4 | 3 | 0 | 16 | 3  | +13 | 11   |
| 3     | Германия         | 7 | 2 | 5 | 0 | 9  | 4  | +5  | 9    |
| 4     | Нидерланды       | 7 | 4 | 1 | 2 | 20 | 4  | +16 | 9    |
| 5     | Малайзия         | 7 | 2 | 2 | 3 | 11 | 13 | -2  | 6    |
| 6     | Бельгия          | 7 | 2 | 2 | 3 | 10 | 13 | -3  | 6    |
| 7     | Канада           | 7 | 1 | 0 | 6 | 5  | 25 | -20 | 2    |
| 8     | Китайский Тайбэй | 7 | 0 | 1 | 6 | 3  | 26 | -23 | 1    |

| Малайзия                                                                | 4:1 (3:0, 1:1) | Китайский Тайбэй       |
| Дорайсами Мунусами 17' · Коу Хок Сен 19' · Кандиах Анандараджа 24', 56' | Голы           | Джон Джуд Монтейро 40' |

| | Составы | | |
| Хо Коу Че, Кандиах Анандараджа, Маникам Шанмуганатан, Майкл Арулрадж, Дорайсами Мунусами, Лоуренс ван Хёйзен, Дуглас Нонис, Челлиах Парамалингам, Тара Сингх Синдху, Коу Хок Сен, Раджаратнам Йогесваран |         | Слави Кадир, Харнам Сингх Греваль, Фарид Хан, Эрик Маккош, Жуан Боско Кеведо Силва, Руй Айреш Да Силва, Джон Джуд Монтейро, Омар Даллах, Пэки Гарднер, Лионель Гутерриш, Кулдип Сингх | Слави Кадир, Харнам Сингх Греваль, Фарид Хан, Эрик Маккош, Жуан Боско Кеведо Силва, Руй Айреш Да Силва, Джон Джуд Монтейро, Омар Даллах, Пэки Гарднер, Лионель Гутерриш, Кулдип Сингх |

| Испания                                      | 3:0 (2:0, 1:0) | Малайзия |
| Эдуардо Дуалде 24' · Франсиско Амат 32', 54' | Голы           |          |

| | Составы | | |
| Карлос дель Косо, Хосе Коломер, Хулио Солаун, Эдуардо Дуалде, Хосе Антонио Динарес, Нарсис Вентальо, Игнасио Масайя, Хайме Амат, Франсиско Амат, Педро Амат, Хорхе Видаль |         | Хо Коу Че, Кандиах Анандараджа, Маникам Шанмуганатан, Майкл Арулрадж, Дорайсами Мунусами, Лоуренс ван Хёйзен, Дуглас Нонис, Челлиах Парамалингам, Тара Сингх Синдху, Коу Хок Сен, Раджаратнам Йогесваран | Хо Коу Че, Кандиах Анандараджа, Маникам Шанмуганатан, Майкл Арулрадж, Дорайсами Мунусами, Лоуренс ван Хёйзен, Дуглас Нонис, Челлиах Парамалингам, Тара Сингх Синдху, Коу Хок Сен, Раджаратнам Йогесваран |

| Бельгия                                        | 3:3 (1:1, 2:2) | Малайзия                                        |
| Ги Мизерг 4' · Андре Мюс 56' · Клод Равине 64' | Голы           | Коу Хок Сен 32' · Челлиах Парамалингам 40', 53' |

| | Составы | | |
| Жан-Мари Бюисс, Жак Вандерстаппен, Даниэль Муссьо, Жак Реми, Жан-Луи ле Клерк, Ив Бернарт, Ги Мизерг, Клод Равине, Андре Мюс, Ги Верхувен, Жан-Луи Роэрш |         | Хо Коу Че, Кандиах Анандараджа, Маникам Шанмуганатан, Майкл Арулрадж, Дорайсами Мунусами, Лоуренс ван Хёйзен, Арумугам Сабапати, Дуглас Нонис, Челлиах Парамалингам, Коу Хок Сен, Раджаратнам Йогесваран | Хо Коу Че, Кандиах Анандараджа, Маникам Шанмуганатан, Майкл Арулрадж, Дорайсами Мунусами, Лоуренс ван Хёйзен, Арумугам Сабапати, Дуглас Нонис, Челлиах Парамалингам, Коу Хок Сен, Раджаратнам Йогесваран |

| Германия | 0:0 (0:0, 0:0) | Малайзия |

| | Составы | | |
| Райнер Штефан, Аксель Тиме, Клаус Феттер, Хорст Бреннекке, Клаус Банер, Хорст Дамлос, Лотар Липперт, Рольф Вестфаль, Карл-Хайнц Фрайбергер, Дитер Эрлих, Адольф Краузе |         | Хо Коу Че, Ранджит Сингх Гурдит, Маникам Шанмуганатан, Майкл Арулрадж, Дорайсами Мунусами, Лоуренс ван Хёйзен, Арумугам Сабапати, Дуглас Нонис, Челлиах Парамалингам, Коу Хок Сен, Раджаратнам Йогесваран | Хо Коу Че, Ранджит Сингх Гурдит, Маникам Шанмуганатан, Майкл Арулрадж, Дорайсами Мунусами, Лоуренс ван Хёйзен, Арумугам Сабапати, Дуглас Нонис, Челлиах Парамалингам, Коу Хок Сен, Раджаратнам Йогесваран |

| Индия                                           | 3:1 (1:0, 2:1) | Малайзия               |
| Притхи Пал Сингх 13', 53' · Харбиндер Сингх 61' | Голы           | Лоуренс ван Хёйзен 68' |

| | Составы | | |
| Шанкар Лакшман, Притхипал Сингх, Дхарам Сингх, Мохиндер Лал, Чаранджит Сингх, Гурбукс Сингх, Джогиндер Сингх, Джон Питер, Харбиндер Сингх, Харипал Каушик, Даршан Сингх |         | Хо Коу Че, Ранджит Сингх Гурдит, Маникам Шанмуганатан, Майкл Арулрадж, Дорайсами Мунусами, Лоуренс ван Хёйзен, Арумугам Сабапати, Дуглас Нонис, Челлиах Парамалингам, Коу Хок Сен, Раджаратнам Йогесваран | Хо Коу Че, Ранджит Сингх Гурдит, Маникам Шанмуганатан, Майкл Арулрадж, Дорайсами Мунусами, Лоуренс ван Хёйзен, Арумугам Сабапати, Дуглас Нонис, Челлиах Парамалингам, Коу Хок Сен, Раджаратнам Йогесваран |

| Нидерланды                                      | 2:0 (0:0, 2:0) | Малайзия |
| Ян Франсис ’т Хоофт 48' · Тео ван Вронховен 53' | Голы           |          |

| | Составы | | |
| Ян Вентьер, Яп Лемхёйс, Тео Терлинген, Ян Пит Фоккер, Крис Мейнарендс, Джон Элфферс, Шарль Костер ван Ворхаут, Ян Франсис ’т Хоофт, Франк Звертс, Тео ван Вронховен, Эрик ван Россем |         | Хо Коу Че, Ранджит Сингх Гурдит, Маникам Шанмуганатан, Майкл Арулрадж, Дорайсами Мунусами, Лоуренс ван Хёйзен, Арумугам Сабапати, Дуглас Нонис, Челлиах Парамалингам, Коу Хок Сен, Раджаратнам Йогесваран | Хо Коу Че, Ранджит Сингх Гурдит, Маникам Шанмуганатан, Майкл Арулрадж, Дорайсами Мунусами, Лоуренс ван Хёйзен, Арумугам Сабапати, Дуглас Нонис, Челлиах Парамалингам, Коу Хок Сен, Раджаратнам Йогесваран |

| Малайзия                                                                 | 3:1 (1:1, 2:0) | Канада               |
| Маникам Шанмуганатан 22' · Дуглас Нонис 57' · Раджаратнам Йогесваран 61' | Голы           | Джон Гилберт Янг 34' |

| | Составы | | |
| Хо Коу Че, Ранджит Сингх Гурдит, Маникам Шанмуганатан, Алагаратнам Кунаратнам, Дорайсами Мунусами, Майкл Арулрадж, Арумугам Сабапати, Дуглас Нонис, Челлиах Парамалингам, Коу Хок Сен, Раджаратнам Йогесваран |         | Харри Престон, Ли Мэдисон Райт, Рэймонд Иан Джонстон, Джон Гилберт Янг, Ричард Джеймс Чоппинг, Деррик Джон Андерсон, Питер Вандер Пил, Питер Бакленд, Герард Ронан, Алан Мерлин Рафаэль, Виктор Уоррен | Харри Престон, Ли Мэдисон Райт, Рэймонд Иан Джонстон, Джон Гилберт Янг, Ричард Джеймс Чоппинг, Деррик Джон Андерсон, Питер Вандер Пил, Питер Бакленд, Герард Ронан, Алан Мерлин Рафаэль, Виктор Уоррен |

Сборная Малайзии заняла 9-е место.